# هنری یوهانسون
هنری یوهانسون (انگلیسی: Henry Johansson; ۲۳ سپتامبر ۱۸۹۷ – ۲۸ مهٔ ۱۹۷۹) بازیکن هاکی روی یخ اهل سوئد بود.